# مارشال هول (فيزيولوجي)
مارشال هول حاصل على زمالة الجمعية الملكية (18 فبراير 1790 - 11 أغسطس 1857)، طبيب إنجليزي وفيزيولوجي ومن أوائل أطباء الأعصاب. يرتبط اسمه بنظرية القوس الانعكاسي الذي يتوسط فيه النخاع الشوكي، وطريقة إنعاش الغرقى، وإيضاح وظيفة الشعيرات الدموية.

## سيرته الذاتية
ولد هول في 18 فبراير 1790 في باسفورد بالقرب من نوتنغهام في إنجلترا حيث كان والده روبرت هول يعمل مصنِّعًا للقطن. بعد أن التحق بأكاديمية القس بلانشارد في نوتنغهام، بدأ العمل في صيدلية في نيوارك أون ترينت، وفي عام 1809 بدأ دراسة الطب في جامعة إدنبرة. في عام 1811 انتُخب وهو طالب في السنة الأخيرة رئيسًا للجمعية الطبية الملكية. حصل على شهادة الطب في العام التالي، وعُيِّن على الفور طبيبًا مقيمًا في مستشفى إدنبرة الملكي. استقال من هذه الوظيفة بعد عامين حين زار باريس وكليات الطب فيها، وفي جولة على الأقدام، زار أيضًا تلك التي في مدينتي برلين وغوتينغن.
في عام 1817، عندما استقر في نوتنغهام، نشر كتابه «التشخيص»، وفي عام 1818 كتب «ميموسيز» وهو عمل عن العدوى الصفراوية والعصبية، إلخ. في العام التالي انتُخب زميلًا في الجمعية الملكية في إدنبرة، وفي عام 1825 أصبح طبيبًا في مستشفى نوتنغهام العام. انتقل إلى لندن في عام 1826، وفي العام التالي نشر «شروح أهم أمراض النساء».
حدد خمسة مبادئ لتنظيم التجارب على الحيوان في عام 1835 (مبادئ البحث في علم وظائف الأعضاء).
1. لا يجب إجراء التجربة بتاتًا إذا كان الحصول على المعلومات اللازمة ممكنًا من خلال الملاحظات
2. لا يجب إجراء التجربة إذا لم يكن هناك هدف محدد بوضوح ويمكن تحقيقه
3. يجب أن يكون العلماء على اطلاع جيد بأعمال أسلافهم وأقرانهم لتجنب التكرار غير اللازم للتجربة
4. يجب إجراء التجارب المبررة بأقل قدر ممكن من المعاناة (غالبًا باستخدام حيوانات أقل وعيًا)
5. يجب إجراء كل تجربة في ظل الظروف التي توفر أوضح النتائج الممكنة، وعليه تقليل الحاجة إلى تكرار التجارب.

في عام 1836، أصدر «ملاحظات عن الفصد مبنية على أبحاث حول الآثار المرضية والعلاجية لفقدان الدم» مستنكرًا الممارسة المنتشرة للفصد التي اعتُبرت ذات أهمية عملية كبيرة في المجال الطبي، وفي عام 1831 أصدر «مقالة تجريبية عن دوران الدم في الأوعية الشعرية»، وكان أول من بيّن أن الشعيرات الدموية قنوات وسيطة بين الشرايين والأوردة تجعل الدم على اتصال مع الأنسجة الحيوية. في العام التالي قرأ أمام الجمعية الملكية ورقة بحثية بعنوان «عن النسبة العكسية بين التنفس والاستثارية في مملكة الحيوان».
عُنيت أهم أعماله في علم وظائف الأعضاء بنظرية الفعل المنعكس التي تحدث عنها في الورقة البحثية «عن الوظيفة الانعكاسية للنخاع المستطيل والنخاع الشوكي (1833)» ثم استكملها في عام 1837 بورقة أخرى «عن النخاع الشوكي الحقيقي، والنظام الاستثاري المحرك للأعصاب». ذكر في هذه النظرية أن النخاع الشوكي يضم سلسلة من الوحدات التي تعمل كأقواس انعكاسية مستقلة، وأن مسارها يضم الأعصاب الحسية والحركية في الجزء من الحبل الشوكي الذي تنشأ منه هذه الأعصاب. واقترح بالإضافة إلى ذلك أن تلك الأقواس مترابطة وتتفاعل لتنفيذ حركة متناسقة.
أثارت الوظيفة الانعكاسية اهتمامًا كبيرًا في قارة أوروبا، مع أن الجمعية الملكية رفضت نشر بعض أوراقه في إنجلترا. وبذلك أصبح هول المرجع الأول في الحالات الصحية المختلة متعددة الأشكال التي تشير إلى حالة غير طبيعية في الجهاز العصبي، واكتسب خبرة كبيرة.
نشر هول أيضًا كتبًا عن الأمراض العصبية منها: السكتة الدماغية والصرع.
طوّر هول في «الاختناق، أسبابه وعلاجه (1856)» تقنية لإنقاذ ضحايا الغرق من خلال إخلاء المجرى التنفسي وتوفير التهوية الفورية كخطوات أولية للإنعاش.
في 11 أغسطس 1857، توفي في برايتون بعدوى الحنجرة التي اشتدت بسبب إلقاء المحاضرات، ودفن في نوتنغهام. الموسيقار مارشال هول هو أحد أحفاده.